# 菲托
菲托（法語：Futeau，法語發音：[fyto]）是法国默兹省的一个市镇，位于该省西部，属于凡尔登区。

## 地理
菲托（49°4'41"N, 5°0'9"E）面积1.73 平方千米，位于法国大東部大區默兹省，该省份为法国西北部内陆省份，北与比利时接壤，西接马恩省和阿登省，南至上马恩省和孚日省，东临默尔特-摩泽尔省。
与菲托接壤的市镇（或旧市镇、城区）包括：沙特里斯、聖默努、阿戈讷地区博略、阿戈讷地区克莱蒙、莱西莱特。

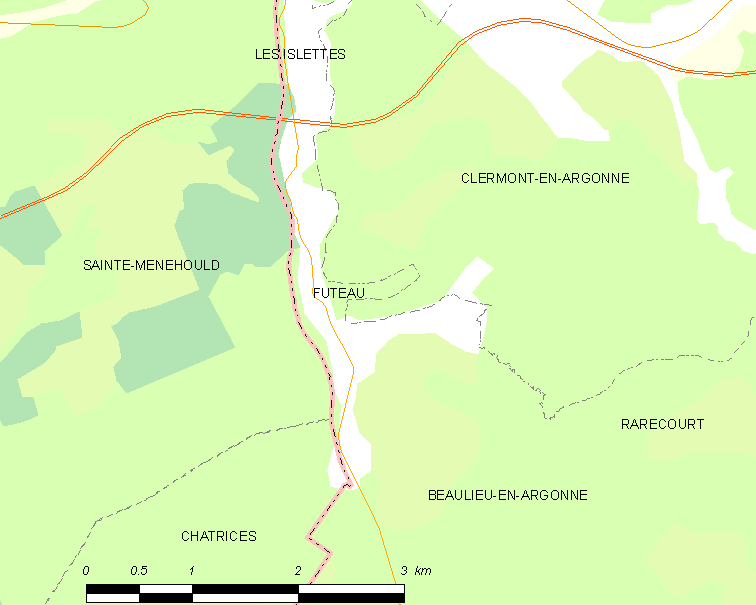
菲托的OSM定位图

菲托的时区为UTC+01:00、UTC+02:00（夏令时）。

## 行政
菲托的邮政编码为55120，INSEE市镇编码为55202。

## 政治
菲托所属的省级选区为阿戈讷地区克莱蒙县。

## 人口

1962-2008年间菲托人口变化图示

菲托于2022年1月1日时的人口数量为139人。